# بازیکنان (فیلم ۱۹۷۹)
بازیکنان (انگلیسی: Players) فیلمی در ژانر درام و رمانتیک به کارگردانی آنتونی هاروی است که در سال ۱۱۷ منتشر شد. از بازیگران آن می‌توان به الی مک‌گرو اشاره کرد.